# ريكاردو بينتو
ريكاردو بينتو (بالبرتغالية: Ricardo Pinto‏) (23 يناير 1965 في البرازيل - ) هو مدرب كرة قدم ولاعب كرة قدم برازيلي في مركز حراسة المرمى. لعب مع أتلتيكو باراناينسي وسيرو بورتينيو ونادي أميريكانو ونادي جوينفيل ونادي غوياس ونادي فلومينينسي ونادي كورينثيانز وأونياو ساو جواو ‏ وإيراتي الرياضي ‏ وأسوسياو أتليتيكا إنترناسيونال ‏.